# Diosdado Macapagal
Diosdado Pangan Macapagal (28 septembre 1910 — 21 avril 1997), est un homme d'État philippin. Vice-président des Philippines de 1957 à 1961 et président du 30 décembre 1961 au 30 décembre 1965. Il joua un rôle crucial dans la quête d'indépendance du pays vis-à-vis de la domination étrangère.
Il est le père de Gloria Macapagal-Arroyo, vice-présidente de 1998 à 2001, et présidente de 2001 à 2010.
Il a donné son nom à l'aéroport international Diosdado Macapagal, sur l'île de Luçon.

## Biographie

### Jeunesse et éducation
Diosdado Pangan Macapagal est né le 28 septembre 1910 à Lubao, Pampanga, aux Philippines. Il est issu d'une famille modeste, ses parents étant des instituteurs. Il a effectué ses études dans sa ville natale. Il poursuit ses études universitaires à Manille et obtient en 1936 son diplôme de droit de l'université des Philippines.

### Parcours politique
Après avoir passé l’examen du barreau, Macapagal a été invité à rejoindre un cabinet d’avocats américain en tant qu’avocat en exercice, un honneur particulier pour un Philippin à l’époque. Il a été nommé assistant juridique du président Manuel L. Quezon au palais de Malacañang.  Pendant l’occupation japonaise des Philippines pendant la Seconde Guerre mondiale, Macapagal a continué à travailler au palais de Malacañang en tant qu’assistant du président José P. Laurel, le chef du régime collaborateur durant la Seconde Guerre mondiale tout en aidant secrètement la résistance anti-japonaise lors de la libération du pays allié par les Japonais. 
Après la guerre, Macapagal a travaillé comme avocat adjoint dans l’un des plus grands cabinets d’avocats du pays.  En 1946, il a réintégré le service gouvernemental lorsque le président Manuel Roxas l’a nommé au ministère des Affaires étrangères à la tête de sa division juridique.  
En 1948, il est nommé deuxième secrétaire de l’ambassade des Philippines à Washington. 
En 1949, il est promu au poste de conseiller juridique sur les affaires juridiques et les traités, à l’époque le quatrième poste le plus élevé du ministère des Affaires étrangères des Philippines. 
Sur l’exhortation des dirigeants politiques locaux de la province de La Pampangue, le président Quirino a rappelé Macapagal de son poste à Washington pour se présenter à un siège à la Chambre des représentants représentant le 1er district de La Pampangue.  Le député sortant du district, Amado Yuzon, était un ami de Macapagal, mais l’administration s’y est opposée en raison de son soutien par des groupes communistes. Après une campagne que Macapagal qualifie de cordiale et exempte d’attaques personnelles, il remporte une victoire écrasante aux élections de 1949.  Il a été réélu aux élections de 1953 et a servi comme représentant aux 2e et 3e congrès.
Au début de la session législative de 1950, les membres de la Chambre des représentants élisent Macapagal à la présidence de la commission des affaires étrangères et se voient confier plusieurs missions à l’étranger. Il a été délégué des Philippines à l’Assemblée générale des Nations unies à plusieurs reprises, prenant part aux débats sur l’agression communiste avec Andrei Vishinsky et Jacob Malik de l’Union soviétique.  Il a également participé aux négociations du Traité de défense mutuelle entre les États-Unis et le Canada, de l’accord Laurel-Langley et du Traité de paix avec le Japon. 
En tant que représentant, Macapagal a rédigé et parrainé plusieurs lois d’importance socio-économique, visant en particulier à bénéficier aux zones rurales et aux pauvres. Parmi les lois que Macapagal a promues, il y avait la loi sur le salaire minimum, la loi sur la santé rurale, la loi sur les banques rurales et une loi nationalisant les industries du riz et du maïs.

### Vice-président (1957-1961)
Aux élections générales de mai 1957, le Parti libéral a désigné le député Macapagal comme candidat à la vice-présidence de José Y. Yulo, ancien président de la Chambre des représentants. La nomination de Macapagal a été particulièrement encouragée par le président du Parti libéral, Eugenio Pérez, qui a insisté sur le fait que le candidat à la vice-présidence du parti avait un bilan d’intégrité et d’honnêteté.  Alors que Yulo a été battu par Carlos P. Garcia du Parti Nacionalista, Macapagal a été élu vice-président dans une victoire surprise, battant le candidat Nacionalista, José B. Laurel, Jr., de plus de huit pourcents. Un mois après les élections, il a été choisi comme président du Parti libéral.
En tant que premier vice-président philippin à être élu d’un parti rival du président, Macapagal a rempli son mandat de quatre ans en tant que chef de l’opposition. Le parti au pouvoir a refusé de lui donner un poste au sein du gouvernement Garcia, ce qui était une rupture avec la tradition.  On lui a offert un poste au Cabinet seulement à la condition qu’il change d’allégeance au Parti nationaliste au pouvoir, mais il a refusé l’offre et a plutôt joué le rôle de critique des politiques et de la performance de l’administration. Cela lui a permis de capitaliser sur l’impopularité croissante de l’administration Garcia. Affecté uniquement à des fonctions cérémonielles à titre de vice-président, il passe son temps à se rendre fréquemment à la campagne pour se familiariser avec les électeurs et promouvoir l’image du Parti libéral.
En tant que vice-président, Macapagal s’est employé à réprimer la corruption et à stimuler l’économie philippine.

## Présidence (1961-1965)
Lors de l’élection présidentielle de 1961, Macapagal s’est présenté contre la candidature de Garcia à la réélection, promettant de mettre fin à la corruption et faisant appel à l’électorat en tant qu’homme ordinaire depuis ses humbles débuts.  Il a défait le président sortant avec une marge de 55 % à 45 %. Son investiture à la présidence des Philippines a eu lieu le 30 décembre 1961.

### Journée de l'indépendance
Macapagal a fait appel aux sentiments nationalistes en déplaçant la commémoration du jour de l’indépendance des Philippines. Le 12 mai 1962, il signe une proclamation qui déclare le mardi 12 juin 1962 jour férié spécial en commémoration de la déclaration d’indépendance des Philippines en 1898.  Le changement est devenu permanent en 1964. 

### Économie
Dans son discours inaugural, Macapagal a promis un programme socio-économique ancré sur "un retour à l’entreprise libre et privée", plaçant le développement économique entre les mains d’entrepreneurs privés avec un minimum d’ingérence. 
Vingt jours après l’inauguration, le contrôle des changes a été levé et le peso philippin a été autorisé à flotter sur le marché des changes. Les contrôles monétaires ont été initialement adoptés par l’administration d’Elpidio Quirino comme mesure temporaire, mais ont continué à être adoptés par les administrations suivantes. Le peso s’est dévalué de 2,64 au dollar américain et s’est stabilisé à 3,80 au dollar, soutenu par un fonds de stabilisation de 300 millions de dollars du Fonds monétaire international. 
Depuis qu’il était membre du Congrès pendant huit ans, il estimait que le système économique approprié pour les Philippins était le libre-échange. Ainsi, le 21 janvier 1962, après avoir travaillé 20 heures consécutives, il a signé un décret de la Banque centrale abolissant le contrôle des changes et rendant le pays au libre-échange
D’autres efforts de réforme de Macapagal ont été bloqués par les Nationalistes, qui dominaient alors la Chambre des représentants et le Sénat. Néanmoins, Macapagal a pu réaliser des progrès économiques réguliers, et la croissance annuelle du PIB s’est établie en moyenne à 5,53 % pour 1962-1965

### Programme socio-économique
Un programme spécifique et périodique pour l’orientation du secteur privé et du gouvernement était un instrument essentiel pour atteindre le développement économique et social 
Un tel programme pour son administration a été formulé sous son autorité et sa direction par un groupe de dirigeants économiques et d’affaires compétents et réputés dont le plus actif et efficace était Sixto Roxas III. L’examen des cibles et des exigences prévues du programme quinquennal, officiellement connu sous le nom de Programme quinquennal de développement socioéconomique intégré, a permis de constater qu’il visait les objectifs suivants. 
- le rétablissement immédiat de la stabilité économique;
- créer une classe moyenne
- établir une base dynamique pour la croissance future.
. Le Programme économique quinquennal avait été prescrit. Une réforme agraire visant à abolir la location avait été lancée. Il s’agissait là de fondements essentiels pour le progrès économique et social du plus grand nombre
Ce rôle du gouvernement dans la libre entreprise, de l’avis de Macapagal, l’obligeait  à fournir les frais généraux sociaux comme les routes, les aérodromes et les ports qui favorisent directement ou presque la croissance économique, à adopter des politiques fiscales et monétaires salutaires pour les investissements, et surtout de servir en tant qu’entrepreneur ou de promouvoir des services privés de base et des services clés, les principales industries privées, en particulier celles qui nécessitent des capitaux trop importants pour que les hommes d’affaires puissent s’en sortir seuls. Parmi les entreprises qu’il a sélectionnées pour la promotion active du gouvernement figurent l’acier intégré, les engrais, la pâte à papier, la conserve de viande et le tourisme.

### Réforme agraire
Comme Ramon Magsaysay, le président Diosdado Macapagal venait des masses. Il savourait de se faire appeler le « pauvre garçon de Lubao ».Ironiquement, il avait peu de popularité parmi les masses. Cela pourrait être attribué à l’absence de tout attrait charismatique dû à sa personnalité raide. Mais malgré cela, Macapagal a eu certaines réalisations.  Le Code de réforme des terres agricoles de 1963 (loi no 3844 de la République), qui prévoyait l’achat de terres agricoles privées avec l’intention de les distribuer en petits lots aux locataires sans terre à des conditions de paiement faciles, en était le premier exemple.  C’est un développement majeur dans l’histoire de la réforme agraire aux Philippines,
Par rapport à la législation agraire précédente, la loi a abaissé la limite de conservation à 75 hectares, qu’ils appartiennent à des particuliers ou à des sociétés. Il a supprimé le terme « contiguë » et a établi le régime de location à bail.  Il a formulé une déclaration des droits qui garantissait aux travailleurs agricoles le droit à l’auto-organisation et au salaire minimum. Il a également créé un bureau qui a acquis et distribué des terres agricoles et une institution de financement à cette fin.  Le principal défaut de cette loi était, cependant, qu’elle avait plusieurs exemptions, telles que l’ort (grandes plantations de capital établies pendant les périodes espagnole et américaine); les étangs de pêche, les lits de sel, et les terres principalement plantées d’agrumes, de noix de coco, de cacao, de café, le durian et d’autres arbres permanents similaires; les propriétés foncières converties à des fins résidentielles, commerciales, industrielles ou non agricoles similaires. 
On a jugé que la limite de rétention de 75 hectares était tout simplement trop élevée pour la densité croissante de la population. De plus, cette loi ne faisait qu’autoriser le transfert du foncier d’une zone à une autre.  C’était parce que les propriétaires étaient payés en obligations, qu’il pouvait utiliser pour acheter des terres agricoles. De même, l’agriculteur était libre de choisir d’être exclu du bail s’il se portait volontaire.
Moins de deux ans après l’entrée en vigueur de la loi, aucune terre n’a été achetée dans les conditions et les termes de celle-ci en raison de l’incapacité des paysans à acheter la terre.  En outre, le gouvernement semblait manquer d’une volonté politique forte, comme le montre l’allocation par le Congrès d’un million de pesos philippins pour la mise en œuvre de ce code. Au moins 200 millions de Php ont été nécessaires dans l’année suivant la promulgation et la mise en œuvre du code, et 300 millions de Php dans les trois prochaines années pour que le programme soit réussi. Cependant, en 1972, le code n’avait bénéficié qu’à 4500 paysans couvrant 68 domaines, au coût de 57 millions de Php pour le gouvernement. Par conséquent, dans les années 1970, les agriculteurs ont fini par labourer moins de terres, leur part dans la ferme étant également moindre. Ils ont contracté plus de dettes, selon le propriétaire, les créanciers et les acheteurs de palays. En effet, pendant l’administration de Macapagal, la productivité des agriculteurs a encore diminué

### Lutte anti-corruption
Il poursuit sa lutte anti-corruption commencé durant sa vice-présidence. Il combattit surtout les frères Lopez qui possédait plusieurs grandes entreprises du pays

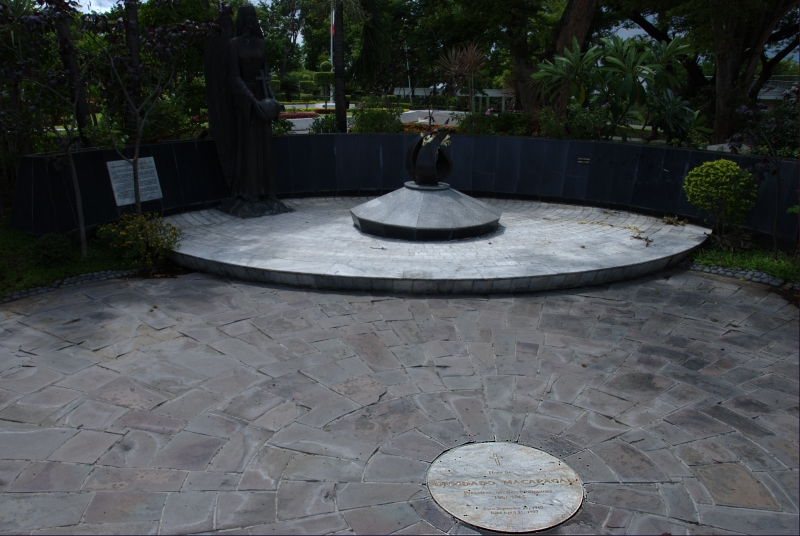
Tombe de Diosdado Macapagal.